# 門多塔 (明尼蘇達州)
門多塔（英語：Mendota）是一個位於美國明尼蘇達州達科他縣的城市。

## 人口
根據2020年美國人口普查的數據，門多塔的面積為0.76平方千米，當中陸地面積為0.69平方千米，而水域面積為0.07平方千米。當地共有人口183人，而人口密度為每平方千米241人。